# Гетто в Ракове (Минская область)
Гетто в Ра́кове (21 августа 1941 — 4 февраля 1942) — еврейское гетто, место принудительного переселения евреев города Раков Минской области в процессе преследования и уничтожения евреев во время оккупации территории Белоруссии войсками нацистской Германии в период Второй мировой войны.

## Оккупация Ракова и создание гетто
Перед войной в Ракове жили 928 евреев. Город был оккупирован войсками вермахта в июне 1941 года, и оккупация продлилась 3 года — до 4 июля 1944 года.
В первый же день оккупации Ракова частями вермахта в городе была организована полиция. Сразу же начались безнаказанные грабежи еврейского имущества. В грабежах евреев особо отличились полицаи Антон Шидловский, Ян Цыбульский, Владислав Курьян, Ян Лукашевич, Ян Алешко, Василий Яцкевич.
21 августа 1941 года немцы задержали и расстреляли 14 евреев, идущих из Минска в Раков, а оставшихся ещё в живых евреев Ракова, реализуя гитлеровскую программу уничтожения евреев, согнали в гетто — более 1100 человек.
В сентябре 1941 года комендантом полиции Ракова назначили Ясинского, уроженца хутора у станции Алехновичи, а его помощником — Сурвилло. Они постоянно требовали от евреев одежду и обувь для своих любовниц, и после освобождения города в сарае Рословской, сожительницы заместителя гебитскомиссара Вилейки Генделя, обнаружили много мебели, посуды и личных вещей, награбленных у раковских евреев.
Еврейское имущество безнаказанно расхищали полицейские, их родные и знакомые — Антон Шидловский, Ян Цыбульский, Владислав Курьян, Ян Лукашевич, Ян Алешко, Василий Яцкевич. В сентябре 1941 года комендантом полиции Ракова стал Ясинский, а его помощником — Сурвилло. Они требовали, чтобы евреи снабжали их любовниц одеждой и обувью. В сарае Рословской, которая сожительствовала с заместителем гебитскомиссара Вилейки Генделем, после войны обнаружили много мебели, посуды и личных вещей евреев.
26 сентября 1941 года гебитскомиссар Гендель заставил принести из синагоги на городскую площадь свитки Торы и сжечь их, а еврейских девушек заставили при этом танцевать и петь «ха-Тикву».

## Уничтожение гетто

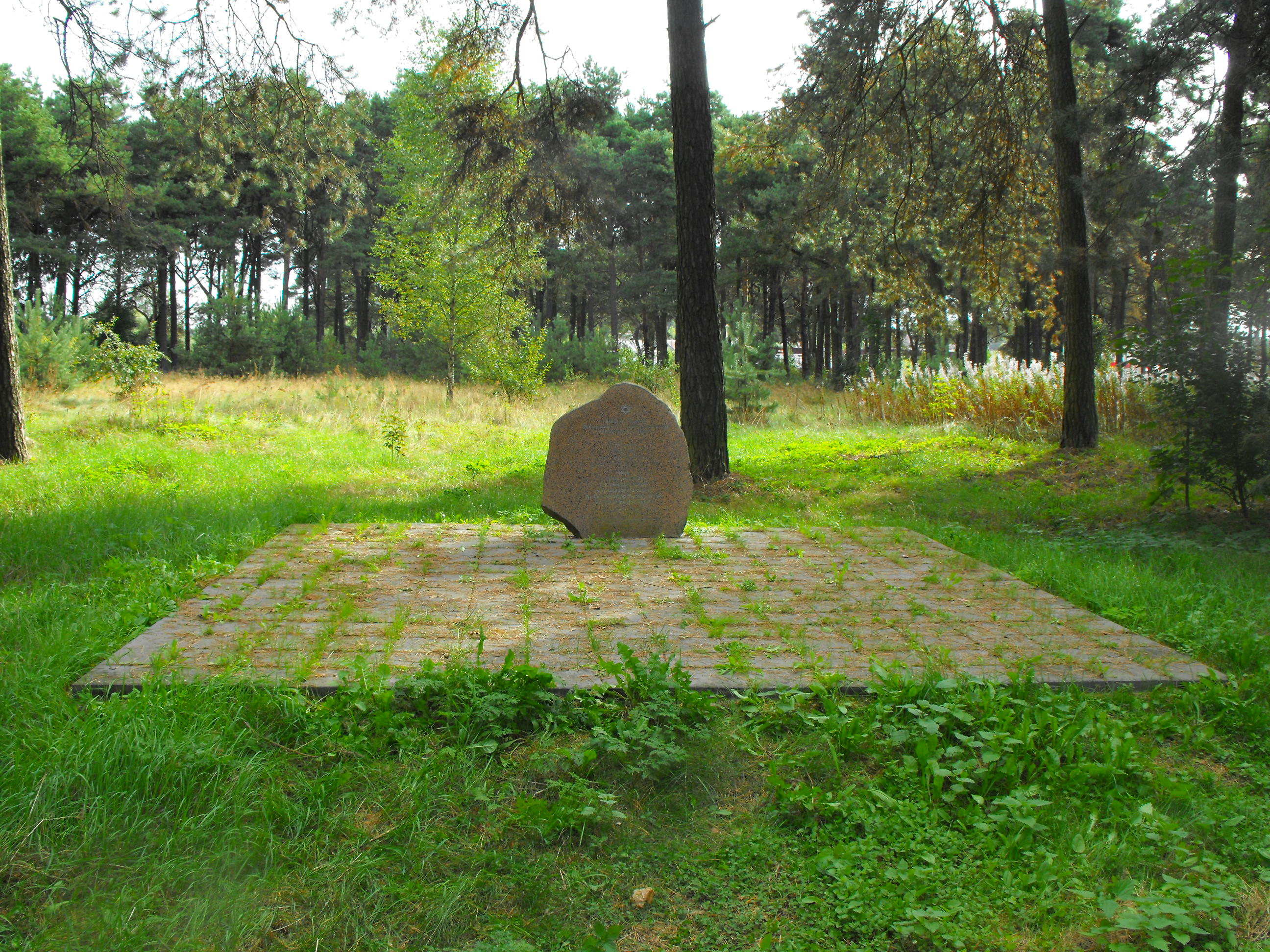
Памятник на еврейском кладбище Ракова

14 августа 1941 года 45 евреев из гетто вывели якобы на принудительные работы в урочище Борузинца в двух километрах от Ракова, заставили выкопать яму, уложили лицом вниз и расстреляли их всех в этой яме из пулемета.
Немцы очень серьёзно относились к возможности еврейского сопротивления, и поэтому в большинстве случаев в первую очередь убивали в гетто или ещё до его создания евреев-мужчин в возрасте от 15 до 50 лет —несмотря на экономическую нецелесообразность, так как это были самые трудоспособные узники. По этой причине 29 сентября 1941 года на еврейский Новый год 112 (105) мужчин Ракова в возрасте от 16 до 50 лет были убиты нацистами около деревни Бузуны, в 5 км от Ракова в сторону Радошковичей, а их тела перенесены на кладбище. Организаторами убийства были жандармы П. Гробель и Фверверк.
4 февраля 1942 под командованием коменданта полиции года Николая Зенкевича евреев Ракова загнали в «Холодную» синагогу (одну из четырёх раковских синагог), забрали всё хоть сколько-либо ценное, заставили раздеться, после чего издевались и били. Затем каратели облили синагогу бензином и бросили внутрь здания гранаты. В этот день сгорели 928 (100, 950, 920) евреев.
Всего с августа 1941 года по февраль 1942 года в Ракове были убиты 1050 евреев.

## Память
В центре посёлка, на месте бывшей синагоги, сожжённой в 1942 году вместе с евреями, в 1955 году был установлен символический памятный знак в виде дерева с обрубленными стволом и сучьями.
В июле 2005 года на еврейском кладбище Ракова был открыт памятник жертвам Холокоста. На камне на белорусском, иврите и английском языках выбит текст: «Жертвам нацизма. Здесь осенью 1941 зверски замучены 112 евреев деревни Раков». Это место массового убийства было обнаружено комиссией по увековечению памяти жертв Катастрофы, учрежденной руководителями еврейских общин и организаций Беларуси. Надпись неточна, потому что само убийство произошло около деревни Бузуны, а это место — место перезахоронения.
Раковский музей-галерея братьев Янушкевичей стоит на месте дома, в котором до 1942 года жил пекарь Ёсель Красносельский, семья которого погибла в Раковском гетто. До уничтожения гетто они сложили домашнее имущество в медные бочки и закопали. После войны во время строительства эти бочки нашли, и теперь домашняя утварь погибшей еврейской семьи стала частью коллекции бытовых предметов экспозиции музея.
Опубликованы неполные списки убитых евреев Ракова.